# Apaches (subcultura)

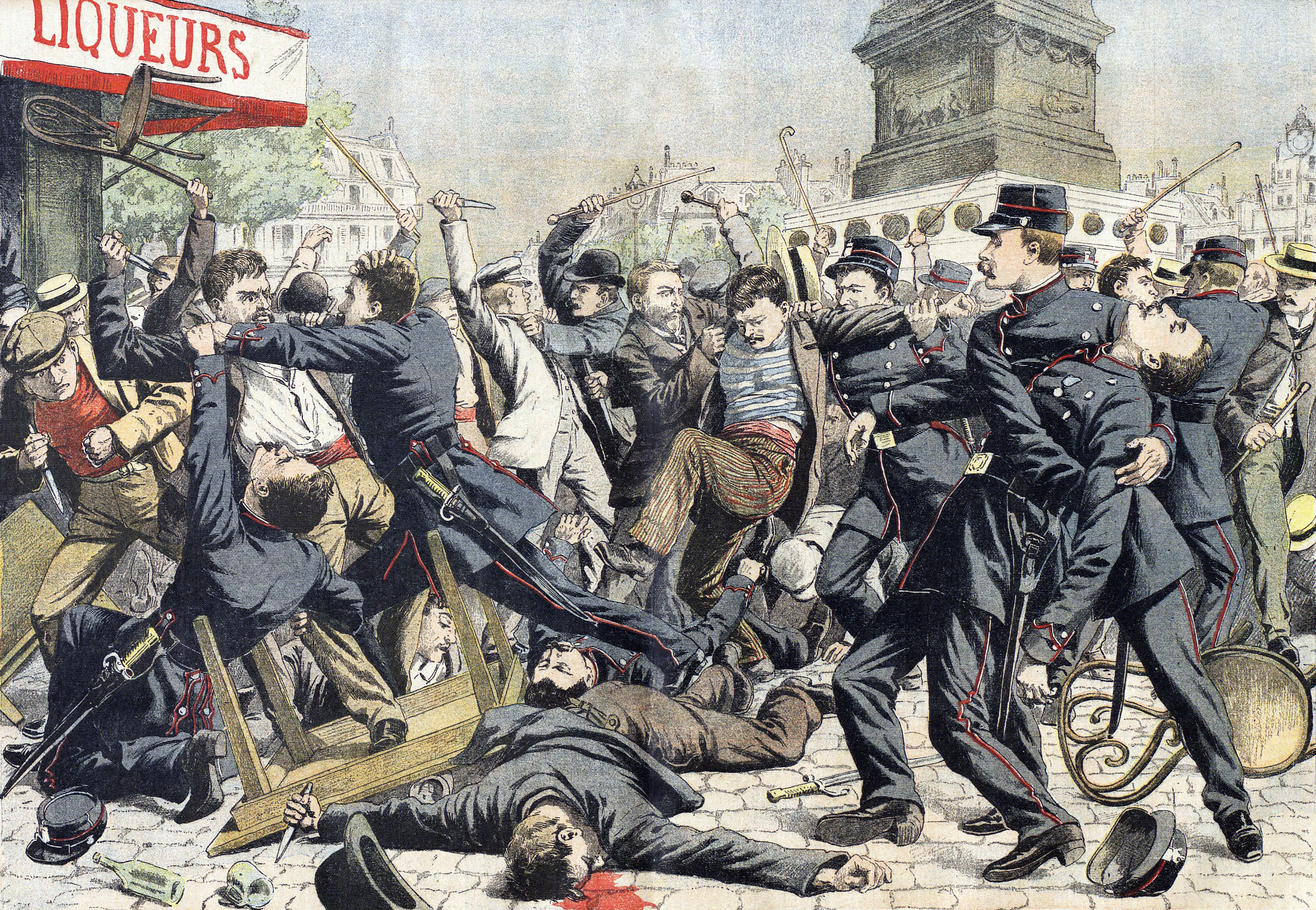
Le Petit Journal: Apaches enfrentam a polícia francesa em 14 de agosto de 1904

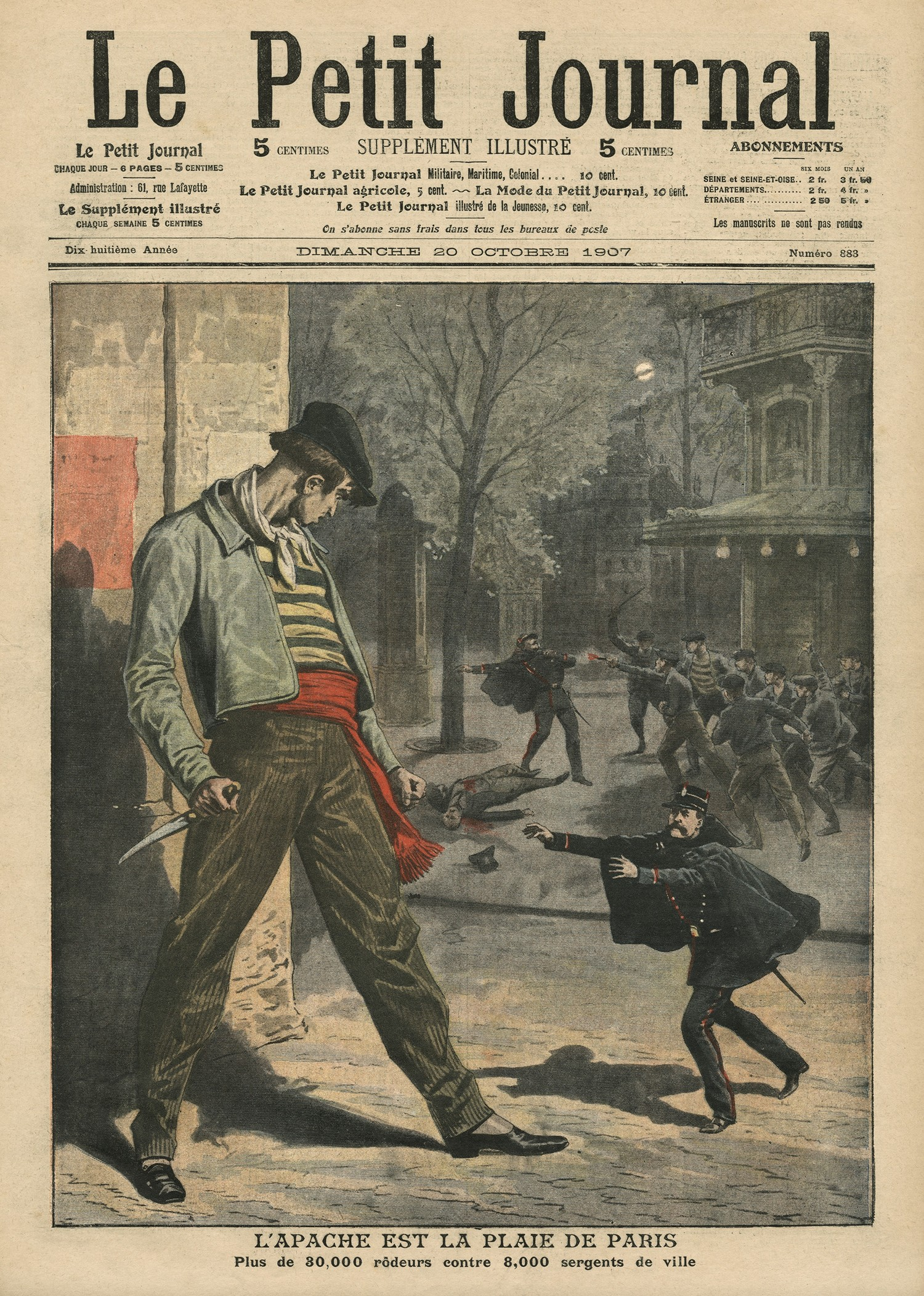
Primeira página do Le Petit Journal (20 de outubro de 1907): "O Apache é a praga de Paris. Mais de 30.000 assaltantes contra 8.000 policiais da cidade."

Les Apaches (francês: [a.paʃ]) foram uma subcultura violenta da Belle Époque parisiense do início do século XX, composta de arruaceiros, assaltantes noturnos, gangues de rua e outros criminosos.
Após as notícias sobre a sua notoriedade se espalharem pela Europa, o termo foi usado para descrever crimes de rua violentos em outros países; por exemplo, "apaches russos".

## Nome
Há várias  histórias sobre a origem do termo "apaches", com um denominador comum de ter sido uma comparação de sua selvageria com a atribuída pelos europeus às tribos nativo-americanas dos Apaches.
Uma edição de 1904 da revista francesa L'Intermédiaire des chercheurs et curieux creditou um jornalista chamado Victor Moris, com a popularização do termo. Em novembro de 1900, um inspetor  do distrito de polícia de Belleville descreveu-lhe uma cena sangrenta e concluiu com as palavras: "c'est un véritable truc d'Apaches!" (isso é uma verdadeira coisa de apaches).
Uma história num suplemento de domingo do Le Petit Journal  de 1910 afirmou que, quando um determinado líder de gangue apelidado deTerreur (Terror), ouviu que as ações do bando foram comparadas com as dos Apaches, ele ficou tão feliz que passou a chamar sua gangue de "Apaches de Belleville".

## Descrição

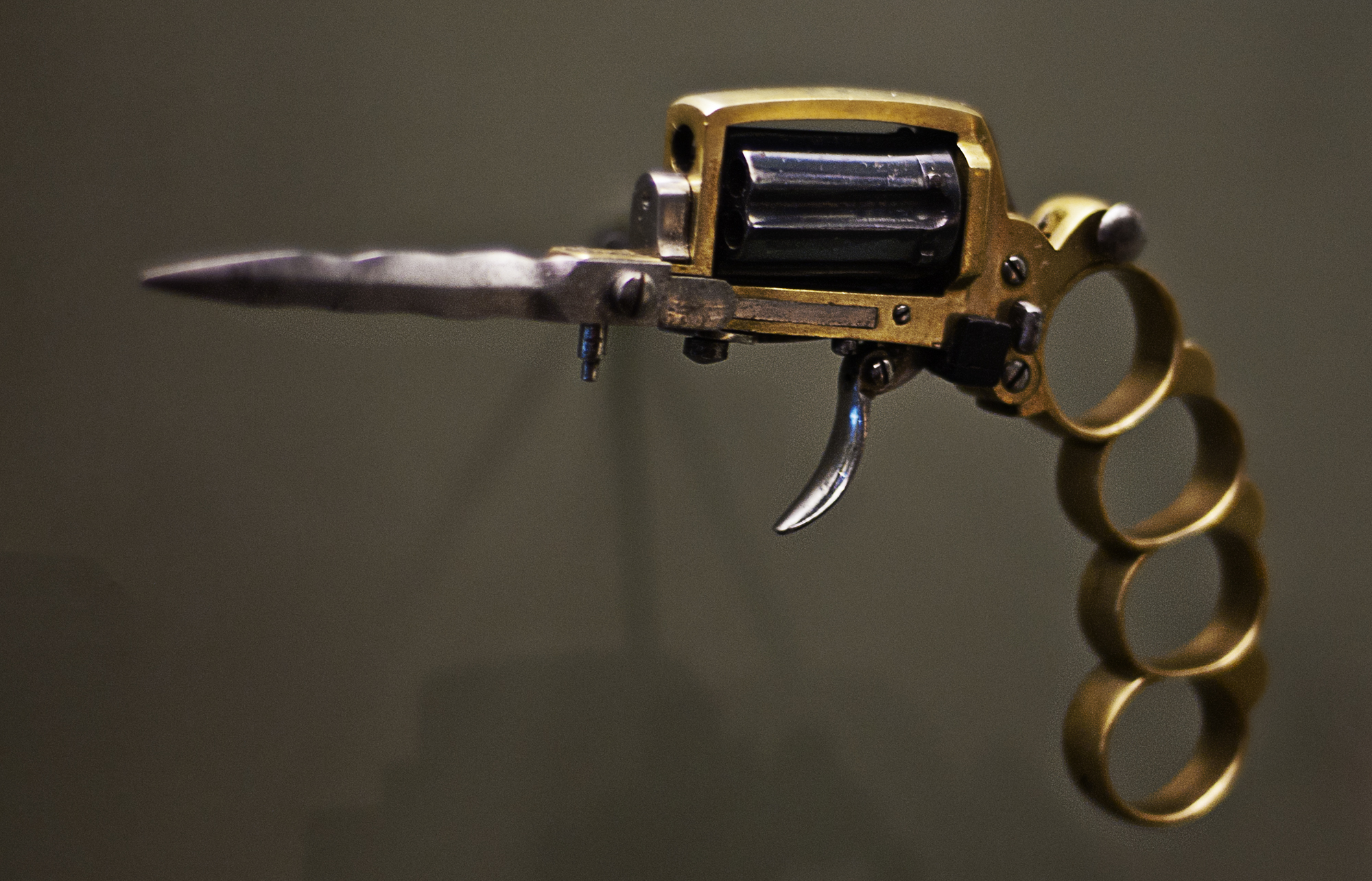
Revólver apache– Museu Curtius, Liège

Durante seu apogeu, a possibilidade de ser assaltado ou de outra forma agredido pelos bandidos apaches era especialmente temida pelos membros da  burguesia emergente.
Algumas das gangues utilizavam um tipo incomum de pistola que foi chamada de "revólver apache " ou " pistola apache": um revólver de cartucho de espiga sem cano, um conjunto de soqueiras dobráveis como empunhadura, e uma faca dobrável montada logo abaixo do tambor do revólver para uso como arma branca.
Os Apaches também desenvolveram uma coleção de "truques" semi-codificada , usados em assaltos e  combates corpo-a-corpo. O mais famoso era o coup du Père François, uma tática em que uma vítima era perseguida por vários Apaches. Um deles garroteava a vítima por trás, levando-a nas costas para evitar que se debatesse. Outro Apache se incumbia de vasculhar os bolsos da vítima por algo de valor, enquanto o outro servia de vigia. Embora fosse apenas para incapacitar, a chance de morte por asfixia prolongada era ainda existente.

## Influência cultural
Certos elementos do  "estilo" Apache tornaram-se influentes na cultura popular francesa e, depois,  internacionalmente,  incluindo a dança Apache e  camisa Apache. Foram oferecidas aulas de "la langue verte", o jargão falado pelos bandidos apaches.
O famoso filme mudo em dez partes Les Vampires (1915, re-lançado em DVD em 2005) é sobre uma gangue apache chamada "os Vampiros". A série de filmes La Mort, de Emilio Ghione —dos quais apenas I topi grigi (Os ratos cinza, 1918), Anime buie (Almas escuras, 1916) e um fragmento de Dollari e Fracks (Dólares e paletós, 1919) ainda existem, era sobre as aventuras de um 'nobre' apache no submundo parisiense e além.
O popular escritor italiano  de pulp fiction Aristide Marino Gianella também escreveu uma série de romances chamada Gli apache parigini, que foi disponibilizada pela primeira vez em fascículos e depois como um volume completo.